# ジムホッグ郡 (テキサス州)
ジムホッグ郡（ジムホッグぐん、英: Jim Hogg County）は、アメリカ合衆国テキサス州の南部に位置する郡である。2010年国勢調査での人口は5,300人であり、2000年の5,281人から0.4%増加した。郡庁所在地は国勢調査指定地域のヘブロンビル（人口4,558人）であり、同郡で人口最大の町でもある。ジムホッグ郡は1913年に設立され、郡名は1891年から1895年まで第20代テキサス州知事を務めたジェイムズ・スティーヴン・ホッグにちなんで名付けられた。

## 歴史

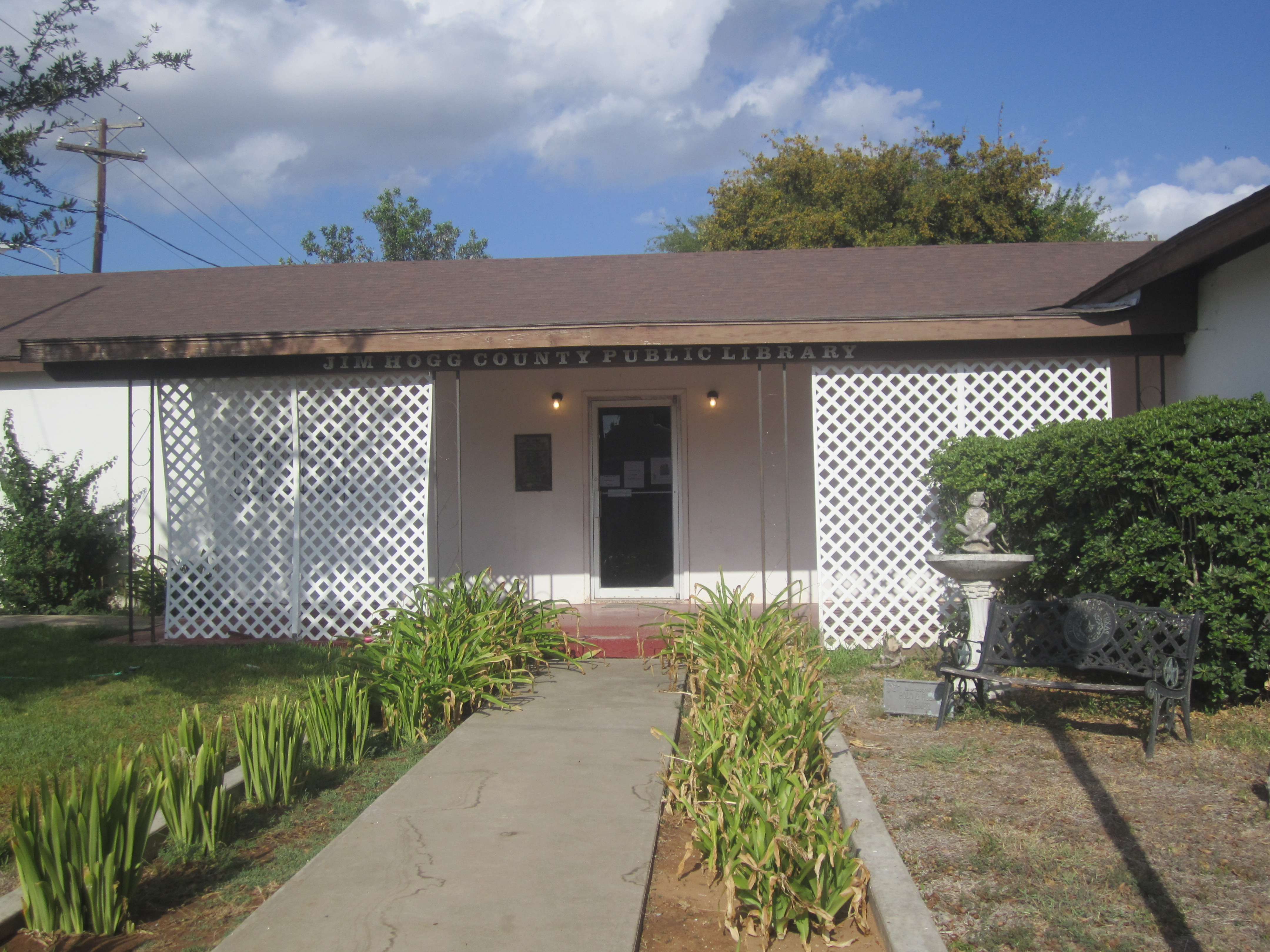
郡庁舎近くにあるジムホッグ郡図書館

ジムホッグ郡は1913年にブルックス郡とデュバル郡の一部を合わせて設立された。

## 地理
アメリカ合衆国国勢調査局に拠れば、郡域全面積は1,136平方マイル (2,942.2 km2)であり、全て陸地である。

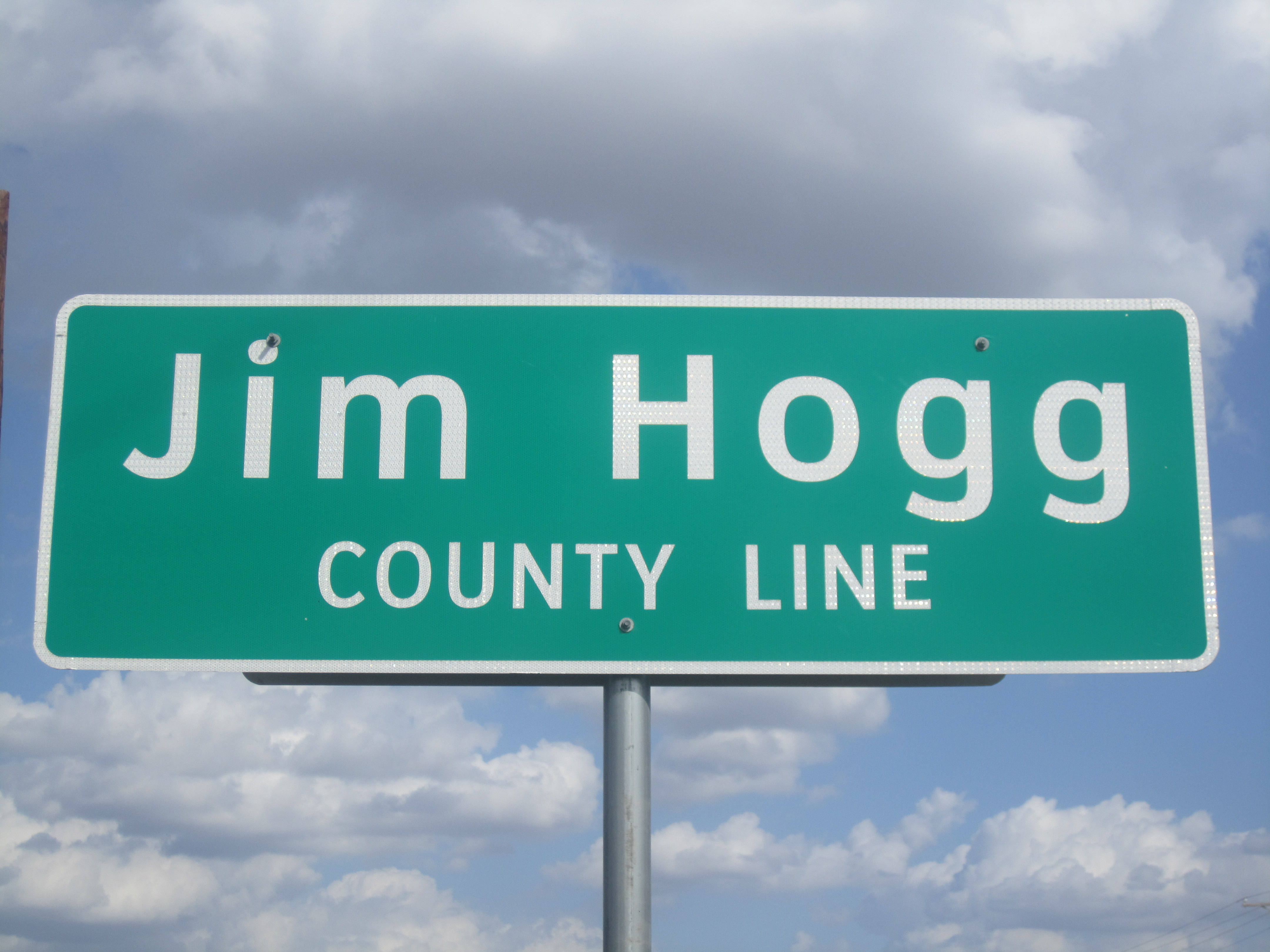
ジムホッグ郡境の標識

### 主要高規格道路
- テキサス州道16号線
- テキサス州道285号線
- 農場市場直結道路1017号線

### 隣接する郡
- デュバル郡 - 北
- ブルックス郡 - 東
- スター郡 - 南
- ザパタ郡 - 西
- ウェブ郡 - 北西

## 人口動態

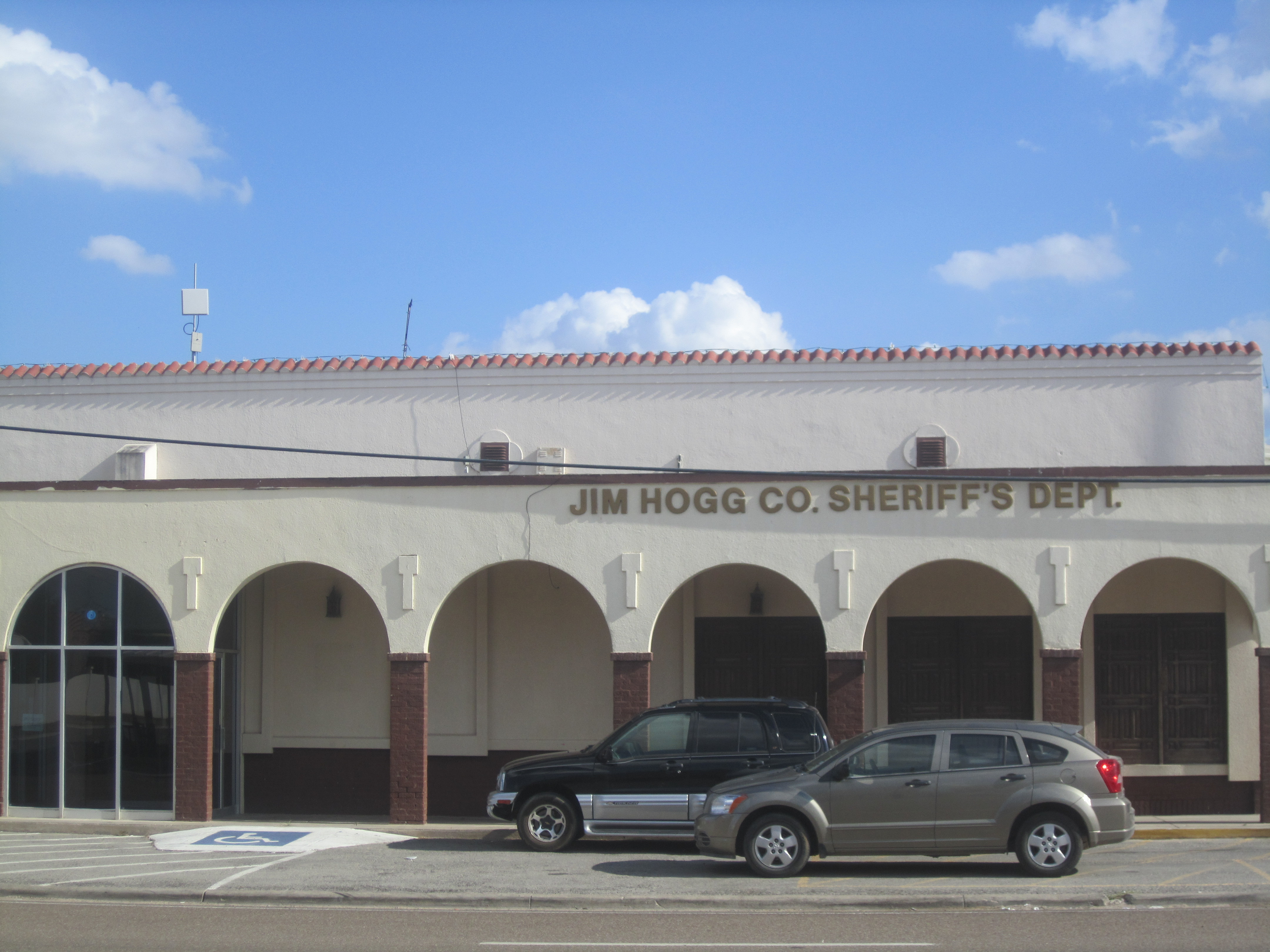
ヘブロンビルにある保安官事務所

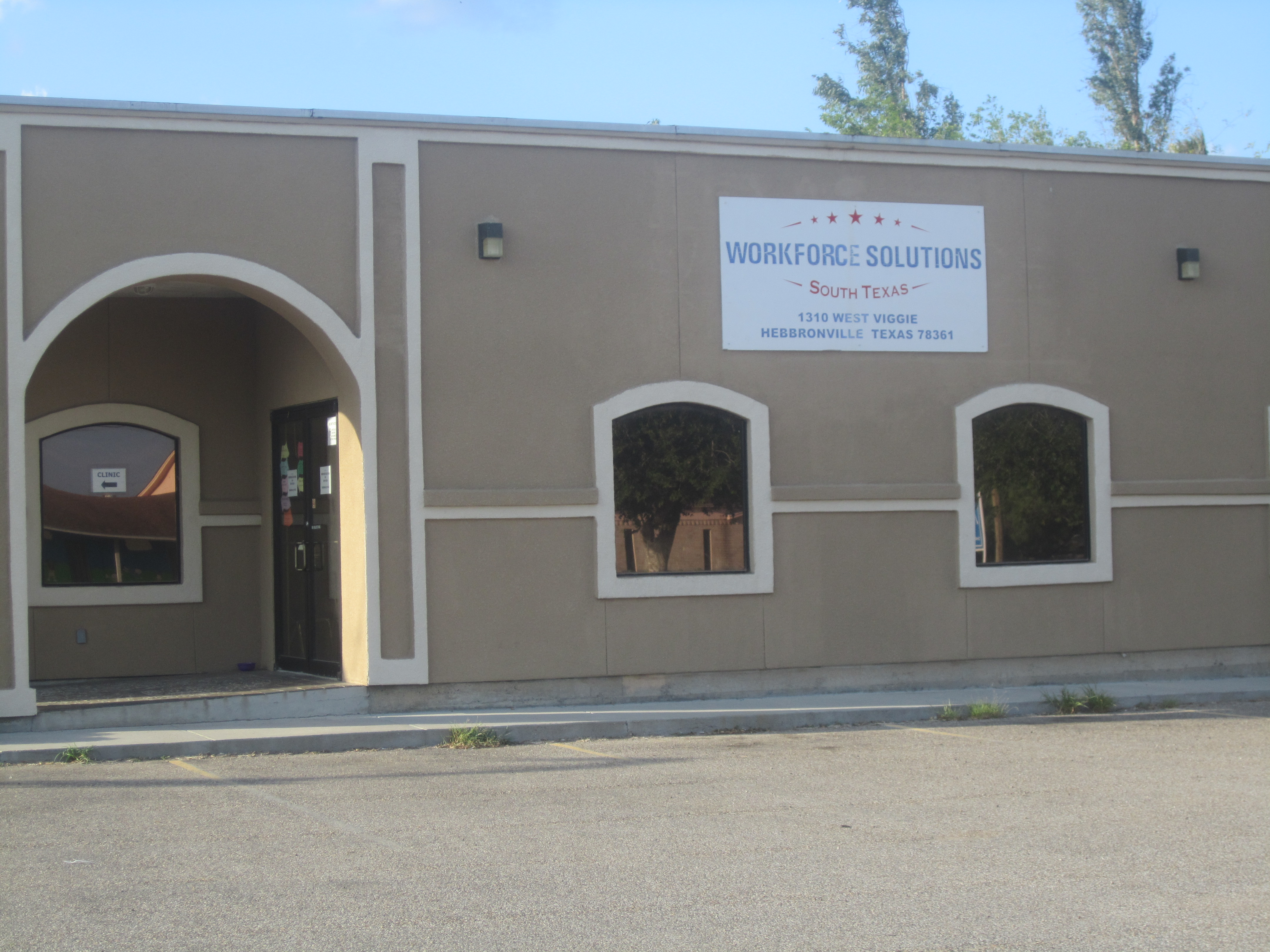
ヘブロンビルにある南テキサス職業安定所

以下は2000年の国勢調査による人口統計データである。
| 基礎データ - 人口: 5,281人 - 世帯数: 1,815 世帯 - 家族数: 1,359 家族 - 人口密度: 2人/km2（5人/mi2） - 住居数: 2,308軒 - 住居密度: 1軒/km2（2軒/mi2） 人種別人口構成 - 白人: 80.44% - アフリカン・アメリカン: 0.45% - ネイティブ・アメリカン: 0.78% - アジア人: 0.21% - その他の人種: 15.83% - 混血: 2.29% - ヒスパニック・ラテン系: 89.98% 年齢別人口構成 - 18歳未満: 31.69% - 18-24歳: 8.1% - 25-44歳: 24.6% - 45-64歳: 21.1% - 65歳以上: 14.6% - 年齢の中央値: 34歳 - 性比（女性100人あたり男性の人口） - 総人口: 96.7 - 18歳以上: 92.1 | 世帯と家族（対世帯数） - 18歳未満の子供がいる: 38.5% - 結婚・同居している夫婦: 55.2% - 未婚・離婚・死別女性が世帯主: 14.6% - 非家族世帯: 25.1% - 単身世帯: 23.4% - 65歳以上の老人1人暮らし: 12.3% - 平均構成人数 - 世帯: 2.89人 - 家族: 3.43人 収入と家計 - 収入の中央値 - 世帯: 25,833米ドル - 家族: 29,844米ドル - 性別 - 男性: 28,150米ドル - 女性: 18,750米ドル - 人口1人あたり収入: 12,185米ドル - 貧困線以下 - 対人口: 25.9% - 対家族数: 24.2% - 18歳未満: 29.8% - 65歳以上: 30.2% |

## 政治
ジムホッグ郡は昔から民主党の堅い地盤である。1913年に郡が設立されてから、全ての大統領選挙で民主党候補を選んできた。州内では隣接するブルックス郡のみが同じ歴史を持っている。少なくとも1992年以降の民主党大統領候補はいっかんして65%以上の得票率だった。2004年の大統領選挙では、現職のジョージ・W・ブッシュではなく、民主党候補のマサチューセッツ州選出の上院議員ジョン・ケリーを選んでことでは、州内で数少ない郡の1つだった。ケリーは郡内の1,344票を獲得し、対するブッシュは712票と、ほぼ2対1の比率になった。
1981年から1988年、ジムホッグ郡の地区検事はラレド出身の著名な法廷弁護士フリオ・A・ガルシアだった。当時の管轄範囲はウェブ郡、ディミット郡、ザパタ郡およびジムホッグ郡だった。
.

## 都市と町
ジムホッグ郡には法人化された町が無い。
- アグアヌエバ
- グエラ
- ヘブロンビル - 郡庁所在地
- ラスロミタス
- ランダド
- サウスフォークエステイツ
- トンプソンビル

## 教育
ジムホッグ郡の教育はジムホッグ郡独立教育学区が管轄している。小中高等学校各1つの学校があり、すべてヘブロンビルの中にある。